# فلوریان اشتایدر
فلوریان اشتایدر (انگلیسی: Florian Stalder؛ زادهٔ ۱۳ سپتامبر ۱۹۸۲) دوچرخه‌سوار اهل سوئیس است.